# Challenger de Sarasota 2024
El torneo Sarasota Open 2024, denominado por razones de patrocinio Elizabeth Moore Sarasota Open fue un torneo de tenis perteneció al ATP Challenger Tour 2024 en la categoría Challenger 75. Se trató de la 14.a edición, el torneo tuvo lugar en la ciudad de Sarasota (Estados Unidos), desde el 8 hasta el 14 de abril de 2024 sobre pista de tierra batida (verde) al aire libre.

## Jugadores participantes del cuadro de individuales
| Preclasificado | País                      | Jugador             | Rank1 | Posición en el torneo |
| 1              | Bandera de Estados Unidos | Jeffrey John Wolf   | 96    | Primera ronda         |
| 2              | Bandera de Perú           | Juan Pablo Varillas | 101   | Segunda ronda         |
| 3              | Bandera de Australia      | Thanasi Kokkinakis  | 104   | CAMPEÓN               |
| 4              | Bandera de Bélgica        | Zizou Bergs         | 111   | FINAL                 |
| 5              | Bandera de Estados Unidos | Michael Mmoh        | 123   | Baja                  |
| 6              | Bandera de Estados Unidos | Patrick Kypson      | 133   | Primera ronda         |
| 7              | Bandera de Canadá         | Gabriel Diallo      | 150   | Cuartos de final      |
| 8              | Bandera de Estados Unidos | Denis Kudla         | 161   | Primera ronda         |

- 1 Se ha tomado en cuenta el ranking del 1 de abril de 2024.

### Otros participantes
Los siguientes jugadores recibieron una invitación (wild card), por lo tanto ingresan directamente al cuadro principal (WC):
- Toby Kodat
- Bruno Kuzuhara
- Gabriel Diallo

Los siguientes jugadores ingresan al cuadro principal tras disputar el cuadro clasificatorio (Q):
- Kaylan Bigun
- Felix Corwin
- Giovanni Fonio
- Federico Agustín Gómez
- Stefan Kozlov
- Matija Pecotić

## Campeones

### Individual Masculino
- Thanasi Kokkinakis derrotó en la final a  Zizou Bergs por 6–3, 1–6, 6–0

### Dobles Masculino
- Tristan Boyer /  Oliver Crawford derrotaron en la final  Ethan Quinn /  Tennys Sandgren por 6–4, 6–2